# Гргањица
Гргањица је насељено место у саставу града Дуге Ресе у Карловачкој жупанији, Република Хрватска.

## Историја
До територијалне реорганизације у Хрватској насеље се налазило у саставу старе општине Дуга Реса.

## Становништво
На попису становништва 2011. године, Гргањица је имала 17 становника.

## Попис1991.
На попису становништва 1991. године, насељено место Гргањица је имало 32 становника, следећег националног састава:
| Попис 1991.‍ | Попис 1991.‍ | Попис 1991.‍ | Попис 1991.‍ | Попис 1991.‍ |
| ----------- | ----------- | ----------- | ----------- | ----------- |
|             |             |             |             |             |
| Хрвати      | Хрвати      |             | 29          | 90,62%      |
| Југословени | Југословени |             | 3           | 9,38%       |
| укупно: 32  |             |             |             |             |